# Alain Derobe
Alain Derobe est un directeur de la photographie et stéréographe français, né le 23 février 1936 dans le 9e arrondissement de Paris, ville où il est mort le 11 mars 2012 dans le 17e arrondissement.

## Biographie

### Origines et formation
Alain Jean Pierre Derobe naît le 23 février 1936 dans le 9e arrondissement de Paris.
Fils de Jeander (Jean Derobe) — critique de cinéma de Libération, créateur des cinémas art et essai avec d'autres critiques et directeurs de salles parisiens —, il suit les cours de l'École technique de photographie et de cinéma (promotion Cinéma 1958), puis de l'Institut des hautes études cinématographiques (14e promotion, 1959).

### Carrière
Directeur de la photographie sur des longs métrages, Alain Derobe est également directeur de la photographie ou réalisateur de nombreux films publicitaires.
Conseiller technique aux grands formats pour le Futuroscope, il collabore en 1990 à la mise au point et à la fabrication de différents systèmes multicaméras dont le 360° à neuf caméras : le Circorama. Il se spécialise ensuite dans le domaine des divers procédés relief.
Il est l'inventeur d'une technique de calcul du relief, dite « méthode convergente à la française » (aussi appelée « méthode Derobe »), par opposition à la « méthode convergente traditionnelle » qui trouve son origine aux États-Unis.
Il a participé à la fondation de l’Association française des directrices et directeurs de la photographie cinématographique (AFC).
Il a présidé l’association UP-3D (association des professionnels de l’image en 3D Stéréo) et a été membre de la Commission supérieure technique de l'image et du son.

### Mort
Alain Derobe meurt le 11 mars 2012 dans le 17e arrondissement de Paris,.

## Filmographie
- 1963 : Paris erotika de José Bénazéraf
- 1964 : Cover-girls de José Bénazéraf
- 1965 : L'Enfer dans la peau de José Bénazéraf
- 1968 : Coplan sauve sa peau de Yves Boisset
- 1968 : O Salto de Christian de Chalonge
- 1969 : Sept jours ailleurs de Marin Karmitz
- 1969 : Scènes de chasse en Bavière de Peter Fleischmann
- 1970 : Le Pistonné de Claude Berri
- 1970 : Nous n'irons plus au bois de Georges Dumoulin
- 1971 : L'Alliance de Christian de Chalonge
- 1972 : Églantine de Jean-Claude Brialy
- 1973 : Les Volets clos de Jean-Claude Brialy
- 1974 : Amore de Henry Chapier
- 1974 : Grandeur nature de Luis García Berlanga
- 1975 : Le Futur aux trousses de Dolorès Grassian
- 1977 : Le Dernier Baiser de Dolorès Grassian
- 1977 : Alibis de Pierre Rissient
- 1980 : Contes pervers de Régine Deforges
- 1980 : La Femme enfant de Raphaële Billetdoux
- 1982 : Cinq et la Peau de Pierre Rissient
- 1984 : Premiers Désirs de David Hamilton
- 1984 : Réveillon chez Bob de Denys Granier-Deferre
- 1987 : Duo solo de Jean-Pierre Delattre
- 1989 : Papa est parti, maman aussi de Christine Lipinska
- 1993 : Joy et Joan chez les pharaons de Jean-Pierre Garnier
- 1998 : Les Émirats arabes unis de Jean-Louis Burési[4]
- 2000 : Couleurs Brésil de Pierre Willemin (CM)
- 2011 : Pina de Wim Wenders[5]